# Naturschutzgebiet Elmuß
Das Naturschutzgebiet Elmuß ist ein Naturschutzgebiet im Landkreis Schweinfurt. Der geschützte Auwald liegt zwischen dem Kernkraftwerk Grafenrheinfeld und der Gemeinde Röthlein. Dort läuft auch der 19,6 Kilometer lange Wanderweg „Auenwaldweg Schweinfurter Mainbogen“ vorbei, der durch die Auwälder des Unkenbaches verläuft.

## Geschichte
Das Gebiet wurde 2001 unter Schutz gestellt.

## Flora und Fauna
Das Naturschutzgebiet umfasst Weich- und Hartholzauwälder des Unkenbachs mit entsprechender Vegetation und Tierwelt.